# Śródmieście (dzielnica Kowna)
Śródmieście (lit. Centro seniūnija) – śródmiejska dzielnica administracyjna Kowna, położona na prawym brzegu Niemna, u ujścia Wilii; obejmuje Stare Miasto i Nowe Miasto; pełni funkcje mieszkaniowo-usługowe; szkoły wyższe, teatry, muzea. 
Osią dzielnicy jest aleja Wolności, łącząca Stare i Nowe Miasto.